# دولت دوم امیرعباس هویدا
دولت دوم امیرعباس هویدا یکی از دولت‌های دوران پادشاهی مشروطه در دورهٔ پهلوی است که از مهر ۱۳۴۶ تا شهریور ۱۳۵۰ فعالیت کرد. رئیس این دولت، امیرعباس هویدا بود.
با آغاز دوره بیست و دوم مجلس شورای ملی، امیرعباس هویدا مطابق سنت پارلمانی استعفای هیئت دولت را در ۲۴ مهر ۱۳۴۶ به حضور شاه تقدیم و پس از انتصاب مجدد به نخست‌وزیری (برای بار دوم) در همین تاریخ، هیئت دولت خود را ۲۶ مهر به حضور شاه و ۲۷ مهر به مجلس شورای ملی معرفی کرد.
مجلس شورای ملی در ۳۰ مهر با ۱۶۷ رأی از ۱۹۷ نفر به دولت وی رأی اعتماد داد.
با شروع به کار مجلس بیست و سوم، مطابق سنت پارلمانی دولت هویدا روز ۲۱ شهریور ۱۳۵۰ مستعفی شد.

## یادداشت
1. ↑  نام این وزارت‌خانه در اسفند ۱۳۴۹ به «وزارت تعاون و امور روستاها» تغییر پیدا کرد.[۱۰]
2. ↑  نام این وزارت‌خانه مدتی بعد به «وزارت علوم و آموزش عالی» تغییر پیدا کرد.